# Élections au Parlement valencien de 1983
Les élections au Parlement valencien de 1983 (en catalan : Eleccions a les Corts Valencianes de 1983, en espagnol : Elecciones a las Cortes Valencianas de 1983) se tiennent le dimanche 8 mai 1983, afin d'élire les 89 députés de la Ire législature du Parlement valencien pour un mandat de quatre ans. Il s'agit des premières élections régionales du territoire, mettant en œuvre le Statut d'autonomie de la Communauté valencienne entré en vigueur en juillet de l'année précédente.

## Mode de scrutin
Le Parlement valencien (Corts valencianes) est une assemblée parlementaire monocamérale constituée de 89 députés (diputats) élu pour une législature de quatre ans au suffrage universel direct selon les règles du scrutin proportionnel d'Hondt par l'ensemble des personnes résidant dans la communauté autonome où résidant momentanément à l'extérieur de celle-ci, si elles en font la demande.
La Communauté valencienne ne s'étant pas dotée d'une loi électorale propre, la septième disposition transitoire du statut d'autonomie dispose que le Parlement est élu dans les mêmes conditions que le Congrès des députés. Elle précise par ailleurs que « La province d'Alicante disposera de 29 députés, la province de Castellón de 25 députés et la province de Valence de 35 députés. »

### Présentation des candidatures
Peuvent présenter des candidatures
- les partis ou fédérations politiques enregistrées auprès du registre des associations politiques du ministère de l'Intérieur ;
- les coalitions électorales de ces mêmes partis ou fédérations dûment constituées et inscrites auprès de la commission électorale au plus tard 15 jours après la convocation du scrutin ;
- et les électeurs de la circonscription, en nombre d'au moins 500 et représentant au plus 0,1 % des inscrits.

### Répartition des sièges
Seules les listes ayant recueilli au moins 5 % des suffrages valides dans l'ensemble de la communauté autonome peuvent participer à la répartition des sièges à pourvoir dans une circonscription, qui s'organise en suivant différentes étapes : 
- les listes sont classées en une colonne par ordre décroissant du nombre de suffrages obtenus ;
- les suffrages de chaque liste sont divisés par 1, 2, 3... jusqu'au nombre de députés à élire afin de former un tableau ;
- les mandats sont attribués selon l'ordre décroissant des quotients ainsi obtenus[3].

Lorsque deux listes obtiennent un même quotient, le siège est attribué à celle qui a le plus grand nombre total de voix ; lorsque deux candidatures ont exactement le même nombre total de voix, l'égalité est résolue par tirage au sort et les suivantes de manière alternative.

## Campagne

### Principales forces politiques
| Force politique | Force politique | Force politique | Chef de file                            | Idéologie                                                                     | Résultats en 1979          |
| --------------- | --- | --------------- | --------------------------------------- | ----------------------------------------------------------------------------- | -------------------------- |
|                 | Parti socialiste ouvrier espagnol Partit Socialista Obrer Espanyol                                                          | PSOE            | Joan Lerma (Président de la Généralité) | Centre gauche Social-démocratie, progressisme, valencianisme                  | 37,4 % des voix 13 députés |
|                 | Coalition AP-UV-PDP-UL Coalició AP-UV-PDP-UL                                                                                | AP-UV-PDP-UL    | Manuel Giner (ca)                       | Centre droit Conservatisme, démocratie chrétienne, libéralisme, valencianisme | 4,5 % des voix 0 député    |
|                 | Parti communiste d'Espagne-Parti communiste du Pays valencien Partit Comunista d'Espanya-Partit Comunista del País Valencià | PCE-PCPV        | José Galán (ca)                         | Gauche radicale Communisme, marxisme, républicanisme                          | 12,0 % des voix 3 députés  |

## Résultat

### Total régional
| Représentation en hémicycle sur un axe gauche-droite du résultat. |                                                                                              |           |       |        |  |  |
| Partis                                                            | Partis                                                                                       | Voix      | %     | Sièges |  |  |
|                                                                   | Parti socialiste ouvrier espagnol (PSOE)                                                     | 982 567   | 51,77 | 51     |  |  |
|                                                                   | Alliance populaire-Union valencienne-Parti démocrate populaire-Union libérale (AP-UV-PDP-UL) | 609 519   | 32,11 | 32     |  |  |
|                                                                   | Parti communiste d'Espagne-Parti communiste du Pays valencien (PCE-PCPV)                     | 142 570   | 7,51  | 6      |  |  |
|                                                                   | Unité du peuple valencien (UPV)                                                              | 58 712    | 3,09  | 0      |  |  |
|                                                                   | Centre démocratique et social (CDS)                                                          | 36 015    | 1,90  | 0      |  |  |
|                                                                   | Parti démocrate libéral (PDL)                                                                | 29 788    | 1,57  | 0      |  |  |
|                                                                   | Autres                                                                                       | 38 895    | 2,05  | 0      |  |  |
|                                                                   |                                                                                              |           |       |        |  |  |
| Votes valides                                                     | Votes valides                                                                                | 1 898 066 | 98,29 |        |  |  |
| Votes blancs                                                      | Votes blancs                                                                                 | 13 180    | 0,68  |        |  |  |
| Votes nuls                                                        | Votes nuls                                                                                   | 19 896    | 1,03  |        |  |  |
| Total                                                             | Total                                                                                        | 1 931 142 | 100   | 89     |  |  |
| Abstentions                                                       | Abstentions                                                                                  | 723 825   | 27,26 |        |  |  |
| Inscrits / Participation                                          | Inscrits / Participation                                                                     | 2 654 967 | 72,74 |        |  |  |

### Par circonscription
|             |                               |         |         |        |         |         |        |           |           |        |  |  |  |  |  |  |  |
| Sièges      | Sièges                        | 29      | 29      | 29     | 25      | 25      | 25     | 35        | 35        | 35     |  |  |  |  |  |  |  |
|             |                               |         |         |        |         |         |        |           |           |        |  |  |  |  |  |  |  |
|             |                               | Nombre  | Nombre  | %      | Nombre  | Nombre  | %      | Nombre    | Nombre    | %      |  |  |  |  |  |  |  |
| Inscrits    | Inscrits                      | 816 983 | 816 983 | 100,00 | 322 614 | 322 614 | 100,00 | 1 515 370 | 1 515 370 | 100,00 |  |  |  |  |  |  |  |
| Abstentions | Abstentions                   | 239 230 | 239 230 | 29,28  | 81 299  | 81 299  | 25,20  | 403 296   | 403 296   | 26,61  |  |  |  |  |  |  |  |
| Votants     | Votants                       | 577 753 | 577 753 | 70,72  | 241 315 | 241 315 | 74,80  | 1 112 074 | 1 112 074 | 73,39  |  |  |  |  |  |  |  |
| Nuls        | Nuls                          | 4 619   | 4 619   | 0,80   | 2 950   | 2 950   | 1,22   | 12 327    | 12 327    | 1,11   |  |  |  |  |  |  |  |
| Blancs      | Blancs                        | 4 018   | 4 018   | 0,70   | 1 576   | 1 576   | 0,65   | 7 586     | 7 586     | 0,68   |  |  |  |  |  |  |  |
| Exprimés    | Exprimés                      | 569 116 | 569 116 | 98,50  | 236 789 | 236 789 | 98,13  | 1 092 161 | 1 092 161 | 98,21  |  |  |  |  |  |  |  |
|             |                               |         |         |        |         |         |        |           |           |        |  |  |  |  |  |  |  |
| Partis      | Partis                        | Voix    | %       | Sièges | Voix    | %       | Sièges | Voix      | %         | Sièges |  |  |  |  |  |  |  |
|             | PSOE                          | 313 402 | 55,07   | 17     | 117 019 | 49,42   | 14     | 552 146   | 50,56     | 20     |  |  |  |  |  |  |  |
|             | AP-UV-PDP-UL                  | 178 235 | 31,32   | 10     | 81 303  | 34,34   | 10     | 349 981   | 32,04     | 12     |  |  |  |  |  |  |  |
|             | PCE-PCPV                      | 38 057  | 6,69    | 2      | 13 364  | 5,64    | 1      | 91 149    | 8,35      | 3      |  |  |  |  |  |  |  |
|             | UPV                           | 9 883   | 1,74    | 0      | 10 687  | 4,51    | 0      | 38 142    | 3,49      | 0      |  |  |  |  |  |  |  |
|             | CDS                           | 13 418  | 2,36    | 0      | 4 799   | 2,03    | 0      | 17 798    | 1,63      | 0      |  |  |  |  |  |  |  |
|             | Parti démocrate libéral (PDL) | 11 000  | 1,93    | 0      | 9 617   | 4,06    | 0      | 9 171     | 0,84      | 0      |  |  |  |  |  |  |  |
|             | Autres                        | 5 121   | 0,90    |        | 0       | 0,00    |        | 33 774    | 3,09      |        |  |  |  |  |  |  |  |